# 闇先案内人
『闇先案内人』（やみさきあんないにん）は、大沢在昌のハードボイルド小説である。大沢はこの作品の構想・執筆に8年を費やした。2001年9月、文藝春秋より単行本が刊行された。2004年1月に光文社よりノベルス版、2005年5月に文春文庫版（上・下）が刊行された。

## ストーリー
「逃がし屋」とは、何かの理由で亡命をよぎなくされた人物のボディガード、隠匿、亡命を請け負う集団のことである。逃がし屋「チーム」のリーダーである葛原は、多彩な能力を持ち合わせる仲間を持ち、東京・関東地区でもかなりのベテランとして見られている人物だ。
ある日、自宅に警察を名乗る男二人が現れ、自身の過去について言われさらに近所の会館に呼び出される。そこで話されたこととは葛原の殺人の罪について。そのことについて取引をかけられる。その内容とは、某国から密入国してきた林忠一（りん・ちゅういち）という男を発見せよというものだった。林は、関西の「逃がし屋」のプロフェッショナルに匿われている。
期間は3日間。葛原は行動を開始するものの、某国国家安全部、在団特務などの存在が明らかになりやがて死者・負傷者を出すほどまでにことは激化してゆく。

## 作品観察
林忠一という名前から作品で指されている「某国」とは朝鮮民主主義人民共和国（北朝鮮）もしくは極東付近の国の人物と考えられる。作品中に工作員なども登場することからも窺える。

## 登場人物
- 葛原（くずはら）
- 北見春彦（きたみ・はるひこ）
- 康美鈴（こう・びれい）
- 米島哲哉（まいしま・てつや）
- 姜（かん）
- 河内山（こうちやま）
- 咲村恵美子（さきむら・えみこ）
- 大出圭（おおいで・けい）
- 成滝恭一（なるたき・きょういち）
- 林忠一（りん・ちゅういち）
- 林剛哲（りん・ごうてつ）
- 金富昌（きん・ふしょう）